# Eleição presidencial em Minas Gerais em 2022
A eleição presidencial em Minas Gerais em 2022 foi realizada em dois turnos, nos dias 2 e 30 de outubro, o primeiro e o último domingo de outubro, respectivamente, como parte da Eleição presidencial no Brasil em 2022, em que os 26 estados e o Distrito Federal participaram. O candidato do PT, Lula da Silva, que concorre a seu terceiro mandato venceu no 2º turno no estado com a apertada margem de 50,20% dos votos válidos, o que equivale a 6.190.960 votos. O candidato à reeleição, Jair Bolsonaro, do PL, obteve 6.141.310, 49,80% dos votos válidos . Mesmo com a vantagem pequena, Lula venceu na maior parte dos municípios de Minas Gerais, 564 ao todo. Bolsonaro venceu em 289 cidades, incluindo as três mais populosas: Belo Horizonte, Uberlândia e Contagem. 